# Stadtwappen von Madrid

Das Stadtwappen von Madrid seit 1967; Schildform und Krone 1982 geändert

Das Stadtwappen von Madrid wurde in der aktuellen Form am 28. April 1967 durch die Stadtverwaltung Madrids festgelegt. Sein Ursprung reicht aber in wenig veränderter Form bis weit ins Mittelalter zurück und beruht auf einer Übereinkunft zwischen dem Rat der Stadt und dem städtischen Klerus aus dem Jahr 1222.

## Beschreibung
In silbernem Schild steht auf grünem Grund ein Erdbeerbaum in natürlichen Farben mit roten Früchten. Er wird begleitet von einem aufrecht stehenden schwarzen Bären, der sich gegen den Stamm stützt. Der blaue Schildrand ist mit sieben sechszackigen Sternen belegt, je drei an den Seiten, der siebte zentral am oberen Schildrand. Auf dem Wappenschild liegt die alte, offene Königskrone Spaniens, wie sie bis zum Jahr 1516 verwendet wurde. In diesem Jahr wurde der Habsburger Karl V. als Karl I. König von Spanien und führte in seinem Wappen die geschlossene Form der Königskrone ein. Eine solche Krone existierte aber bis 1775 als physisches Objekt nicht.

## Geschichte

### Entstehung
Die erwähnte Übereinkunft aus dem Jahr 1222 beendete einen seit 1202 schwelenden Streit zwischen dem Rat der Stadt Madrid und dem Klerus. Im Jahre 1202 hatte Alfonso VIII. von Kastilien im sogenannten „Fuero de Madrid“ der Stadt zugestanden, die Ländereien zwischen Madrid und einem Teil der Sierra de Guadarrama zu nutzen. Das führte zu einem Rechtsstreit mit dem Klerus über den Besitz der Weiden, der Bäume und des Jagdrechts in dem besagten Gebiet. Nach 20 Jahren Streit wurde 1222 festgelegt, dass die Stadt Madrid das Nutzungsrecht über die Bäume und das Jagdrecht erhalten sollte, das Kirchenkapitel dagegen das Nutzungsrecht über die Weiden und Wiesen. Zur Bekräftigung dieser Einigung wurden zwei Wappen verliehen: Das der Stadt Madrid enthielt einen Baum und einen aufrechten, wehrhaften Bären, das des Kirchenkapitels einen friedlich schreitenden Bären auf einer grünen Wiese.
Die sieben Sterne im Schildrand weisen auf das Sternbild Großer Wagen oder Großer Bär hin, das aus sieben Hauptsternen besteht. Daher wurde als Symboltier ein Bär gewählt. Viele sagen, es muss eigentlich eine Bärin sein, da das Sternbild im Lateinischen (Ursa major) und im Spanischen (la osa) weiblich ist. Die Verbindung dieses Sternbilds zu Madrid erklärt Juan López de Hoyos (1511–1583), Schriftsteller, Humanist und Lehrer von Cervantes, folgendermaßen (sinngemäße Übersetzung):
Das Wappen hat die sieben Sterne in einem blauen Rand, die wir neben dem Nordstern sehen, die wir in unserem Kastilisch den Wagen (el carro) oder die Bärin (la osa) nennen, weil zur Zeit von Don Alfonso VI., als er auszog, um das Königreich Toledo zu erobern, Madrid die erste Stadt war, die in Besitz genommen wurde. Daher sollen die anderen Teile des Reiches Madrid wie einen Nordstern sehen, in dessen Festung und Königspalast die Regierung sitzt.
Jedoch fehlt für diese blumige Erläuterung der Renaissancezeit ein Beleg durch eine Urkunde. Allerdings gibt es Berichte, dass die Madrider Kontingente in den Feldzügen Alfonsos VIII. gegen das (noch) muslimische Fürstentum Murcia 1211 und gegen den almohadischen Kalifen Mohammed al-Nasir bei Las Navas de Tolosa 1212 jeweils Banner trugen, die auf silbernem Grund einen schreitenden Braunbären zeigten, der auf seinem Körper sieben aufgenähte Sterne in Form des Großen Wagens trug.
Der Baum wurde als Erdbeerbaum bezeichnet (spanisch madroño, botanisch Arbutus unedo), wegen der Namensähnlichkeit zu Madrid. Allerdings ist historisch erwiesen, dass es zu Beginn des 13. Jahrhunderts im Gebiet von Madrid noch keine Erdbeerbäume gab, zumindest nicht in größeren Beständen oder als Wald. Auch das Wort madroño entstand erst gegen 1330 aus dem mozarabischen matrúnyu, vielleicht gekreuzt mit dem alten iberischen Wort motŏrŏnĕu. Manche Historiker sagen, dass der Wappenkönig, der das Wappen malte, nicht daran interessiert war, genau diese oder jene Art abzubilden, sondern eben einen kleineren Baum mit roten Früchten, die in der grünen Krone deutlich zu unterscheiden waren.

### Entwicklung über die Jahrhunderte
1544 gestand Karl I. anlässlich der Cortes de Valladolid (vergleichbar einem Reichstag) der Stadt Madrid das Recht zu, eine offene Kaiserkrone im Wappen zu führen, und verlieh der Stadt die Titel „gekrönte“ und „kaiserliche“. Diese Krone wurde zunächst auf die Spitze des Baumes gesetzt und blieb einige Jahrzehnte lang so. Im 17. Jahrhundert wurde sie über dem Wappenschild angebracht.
1569 wurde beim Abriss der Puerta Cerrada ein Stein mit einem eingravierten Drachen gefunden. Diesen Fund nutzte Philipp III., um eine Gründungslegende von Madrid zu konstruieren, die die Stadt mit den antiken Griechen oder gar mit Troja in Verbindung bringen sollte. Daher wurde der Drache mehr als 300 Jahre lang mit der Stadt Madrid verbunden. 1842 wurde, nachdem sich durch die liberale Verfassung von 1812 verfassungsmäßige Stadtverwaltungen konstituiert hatten, ein neues Wappen eingeführt. Es bestand aus einem von Blau und Silber gespaltenen Schild mit eingepfropfter goldener Spitze. Im ersten Feld stand in Blau ein aufrechter goldener Greif (Erinnerung an das Drachenbild von 1569), das bisherige Wappen bildete das zweite Feld. Die goldene Spitze zeigte eine sogenannte Bürgerkrone, bestehend aus einem Kranz grüner Eichenzweige mit goldenen Früchten, umwunden von einem roten Band. Der Wappenschild lag in einer goldenen Kartusche, die von zwei Lorbeerzweigen begleitet war. Darüber schwebte jetzt die geschlossene, rot gefütterte Königskrone Spaniens, darunter war ein Stück der Ordenskette vom Goldenen Vlies mit dem Ordenskleinod zu sehen. Seitdem etwa wurden auch die bisher achtzackigen Sterne im Wappen durch sechszackige ersetzt, wie sie bis heute verwendet werden.
Während der Zweiten Spanischen Republik von 1931 bis 1939 verschwand die Ordenskette und die Königskrone und wurde durch eine goldene Mauerkrone mit vier Türmen ersetzt. Man sieht heute noch vereinzelt solche gemeißelten Wappen, z. B. am Brunnen Cuesta de los Ciegos oder an der Börse. Nach dem Sieg der Franquisten im Spanischen Bürgerkrieg wurde wieder eine offene Königskrone auf den Wappenschild gesetzt, Kartusche und Lorbeerzweige verschwanden. Und 1967 wurde schließlich das alte Wappen wieder hergestellt, das schon 745 Jahre zuvor bestanden hatte, mit der kleinen Ausnahme der Position der sieben Sterne und der reduzierten Anzahl ihrer Zacken.

## Historische Entwicklung des Wappens
|  | 1211–1222               | Die Truppen des Rates von Madrid nutzen in den Feldzügen von Murcia und der Schlacht bei Las Navas de Tolosa ein silberfarbenes Banner, das einen schreitenden Braunbären zeigt, auf dessen Körper sieben achtzackige silberne Sterne in Form des Großen Wagens aufgenäht sind. Ein Wappenschild (wie hier gezeigt) wird seinerzeit noch nicht verwendet. |
|  | 1222–1544               | Der vorher friedlich schreitende Bär steht jetzt wehrhaft auf den Hinterbeinen, um die Früchte des Erdbeerbaums zu pflücken. Die blaue Bordüre mit sieben Sternen (2:2:2:1) mit jeweils acht Zacken kommt hinzu. |
|  | 1544 – nach 1600        | Karl I. erlaubt, eine offene Kaiserkrone hinzuzufügen. Zunächst sitzt sie auf der Krone des Erdbeerbaums. |
|  | nach 1600 – ca. 1650    | Im Laufe des 17. Jahrhunderts schwebt die Kaiserkrone dann über dem gesamten Wappenschild. |
|  | ca. 1650–1842           | Die Anordnung der Sterne ändert sich von 2:2:2:1 zum noch heute verwendeten 3:2:2. Der Wappenschild wird in eine goldene Kartusche gesetzt. |
|  | 1842–1873 und 1874–1931 | Es wird ein neuer von Blau und Silber gespaltener Wappenschild mit eingepfropfter goldener Spitze eingeführt. Im ersten Feld ein aufrechter goldener Greif, im zweiten Feld das bisherige Wappenbild, allerdings jetzt mit fünfzackigen Sternen statt mit achtzackigen. In der goldenen Spitze liegt eine Bürgerkrone aus grünen Eichenzweigen mit rotem Band. Die offene Krone wurde durch die geschlossene, rot gefütterte Königskrone ersetzt und um die Kartusche zwei grüne Lorbeerzweige gelegt. Hinter der Kartusche liegt die Ordenskette des 1430 gegründeten Ordens vom Goldenen Vlies mit dem herabhängenden Ordenskleinod. |
|  | 1874 und 1931–1939      | Während der Ersten und der Zweiten Spanischen Republik wird die Königskrone jeweils durch eine Mauerkrone mit vier Türmen ersetzt und die Ordenskette entfernt. |
|  | 1939–1967               | Während der Franco-Diktatur werden Kartusche und Lorbeerzweige entfernt und die fünfzackigen Sterne durch sechszackige ersetzt. Die Mauerkrone, ein Symbol der Freiheit der Bürger, wird durch eine offene Königskrone im Liliendekor ersetzt. Diese ist eine Neuschöpfung und nicht gleichzusetzen mit der alten Form der spanischen Kaiserkrone mit ihrem Blattdekor. |
|  | 1967–1982               | In der Endphase der Diktatur kehrt man zum Wappenschild von 1222 zurück, allerdings mit der Anordnung der Sterne 3:2:2 und der Zackenanzahl von sechs. Die franquistische Lilienkrone wird zunächst beibehalten. |
|  | 1982–                   | Die Schildform wird in die sogenannte spanische Form geändert und die Lilienkrone wieder durch die traditionelle offene spanische Krone mit dem Blattdekor ersetzt. |